# باغ قرمز
باغ قرمز فیلمی به کارگردانی امیر سمواتی و نویسندگی پریچهره سهیلی ساختهٔ سال ۱۳۸۸ است.

## خلاصه داستان
روابط انسانی میان داوود و مهناز از جنوبی‌ترین نقطه شهر و روابط انسانی دکتر و همسرش از شمالی‌ترین نقطه شهر...

## بازیگران
- فرامرز قریبیان
- امین تارخ
- شقایق فراهانی
- رامین راستاد
- لیلا اوتادی
- مرتضی ضرابی
- نیکی نصیریان
- پیمان ابدی